# Graurücken-Krähenwürger
Der Graurücken-Krähenwürger (Cracticus torquatus) ist ein Singvogel aus der Familie der Würgerkrähen, der in Australien und angrenzenden Inseln vorkommt.
Die IUCN stuft die Bestandssituation des Graurücken-Krähenwürgers als ungefährdet (least concern) ein. Es werden zwei Unterarten unterschieden.

## Merkmale
Graurücken-Krähenwürger erreichen eine Körperlänge von 27 bis 30 Zentimeter. Ihre Flügelspanne beträgt 41 Zentimeter und ihr Gewicht liegt durchschnittlich bei 90 Gramm.
Der Graurücken-Krähenwürger ist am Kopf und Schwanz schwarz, am Rücken und an den Flügeln grau und am Halsfleck, an der Unterseite und der Schwanzspitze weiß gefärbt. Am kräftigen Schnabel befindet sich eine hakenförmige Spitze. Es besteht kein ausgeprägter Geschlechtsdimorphismus. Einige Weibchen sind lediglich etwas blasser und matter gefärbt.
Bei Jungvögeln sind die Körperpartien, die bei adulten Vögeln schwarz gefärbt sind, noch dunkelbraun. Das weiße Gefieder ist mit grauen und braunen Stricheln durchsetzt. Subadulte Vögel zeigen bereits weitgehend das Gefieder der adulten Vögel, jedoch finden sich bei ihnen auch noch braune Partien und das Gefieder ist grundsätzlich matter.

## Verwechslungsmöglichkeiten
Auf Grund seines grauen Mantels und der weißen Kehle ist der Graurücken-Krähenwürger mit kaum einer anderen Art zu verwechseln. Der Schwarzkehl-Krähenstar ist deutlich größer und hat eine schwarze Kehle und ein ausgeprägter schwarz-weißes Gefieder. Das Verbreitungsgebiet des Graurücken-Krähenwürgers überlappt sich außerdem nicht mit dem des Schwarzrücken-Krähenstars, der ihm im Gefieder stärker gleicht. Dieser kommt in Australien lediglich auf der Kap-York-Halbinsel vor, das Verbreitungsgebiet der beiden Arten grenzt aneinander an.

## Verbreitung und Lebensraum

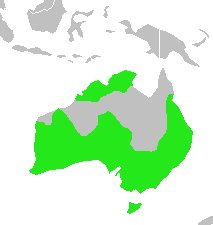
Verbreitungsgebiet des Graurücken-Krähenwürgers

Der Graurücken-Krähenwürger ist ein in Australien, Tasmanien und angrenzenden Inseln weit verbreiteter Vogel. In West Australia und South Australia sind die Populationszahlen zurückgegangen, nachdem diese Regionen intensiver für Landwirtschaft genutzt werden. In anderen Regionen hat er davon profitiert, dass dichte Eukalyptuswäldern teilweise abgeholzt oder gelichtet wurden. Er ist ein Standvogel.
Der Graurücken-Krähenwürger lebt in Wäldern und in mit Gehölzen bestandenen Landschaften in weiten Teilen Australiens und Tasmaniens mit Ausnahme von Wüstenregionen. Er ist sehr anpassungsfähig und besiedelt eine Reihe sehr unterschiedlicher arider, semi-arider, gemäßigter und tropischer Lebensräume. Dazu gehören lichte Eukalyptuswälder, die Mallee, Akazien-Buschland, Regenwald und Galeriewälder. Der Graurücken-Krähenwürger ist außerdem häufiger im urbanen Lebensraum anzutreffen.

## Verhalten
Der Graurücken-Krähenwürger lebt einzelgängerisch, in Paaren oder in kleinen Familiengruppen. Er ist ein aufmerksamer und scheuer Vogel, gewöhnt sich jedoch im urbanen Umfeld an Menschen und kann zutraulich werden, wenn er dort gefüttert wird. Seine Anwesenheit fällt häufig auf, weil Honigfresser und andere Singvögel auf ihn hassen. Der Flug ist schnell und direkt, lange Gleitphasen werden durch schnelle flache Flügelschläge abgelöst.
Der Graurücken-Krähenwürger jagt im Gehölz von einem Ansitz aus Insekten, Reptilien, Nager und kleinere Vögel. Die Beute wird auf Dornen oder in einer Astgabel aufgespießt, um sie besser zerkleinern zu können oder zu lagern. Es gehören auch Früchte und Samen zur Nahrung.

## Fortpflanzung

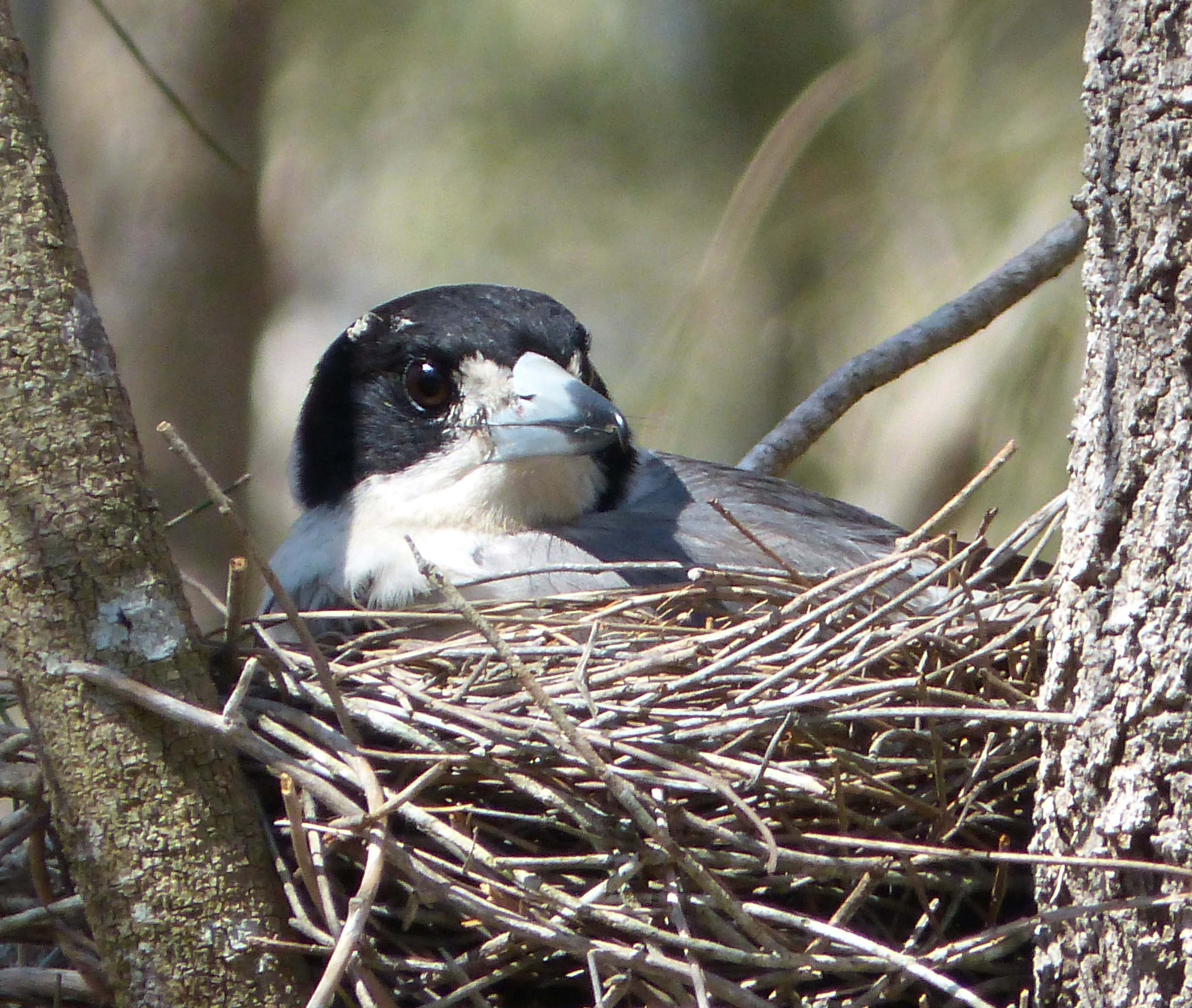
Graurücken-Krähenwürger auf Nest

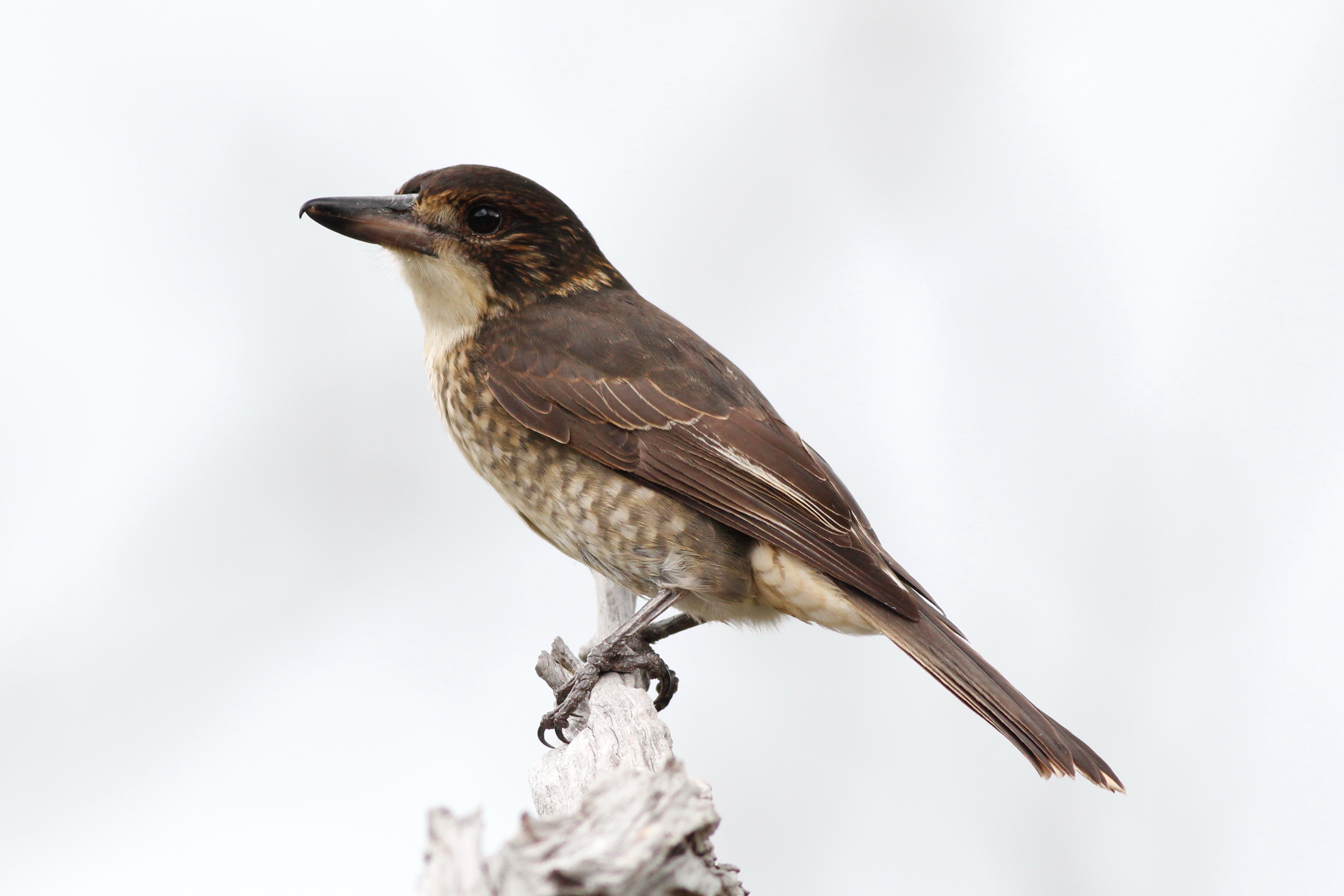
Jungtier

In einem schalenförmigen Nest aus Zweigen und Blättern in einer Astgabel bebrütet das Weibchen drei bis fünf Eier etwa 25 Tage lang. Beide Elternteile füttern die Jungvögel etwa vier Wochen lang. Diese bleiben häufig noch ein Jahr oder länger bei den Eltern und helfen bei der Aufzucht weiterer Nachkommen.

## Graurücken-Krähenwürger und Mensch
Der Graurücken-Krähenwürger hat überwiegend von der europäischen Besiedelung des australischen Kontinents profitiert und konnte sein Verbreitungsgebiet in Regionen ausweiten, die zuvor mit dichten Eukalyptuswälder bestanden waren. In einigen Regionen wie beispielsweise um Sydney und Melbourne kommt er auch in Vorstädten und städtischen Parks vor.
Konflikte entstehen, weil er auch Hühner und Käfigvögel gelegentlich tötet. Er ist außerdem in Nestnähe sehr aggressiv und greift dann auch Menschen an. Er wurde früher auch als Ziervogel gehalten. Seine Anwesenheit wird in manchen Regionen ermutigt, weil seine Anwesenheit den Graumantelbrillenvogel (Zosterops lateralis) vertreibt, die auf Obstplantagen größeren Schaden anrichten können.

## Einzelbelege
1. ↑   Handbook of the Birds of the World zu Graurückenl-Krähenwürger, aufgerufen am 9. Mai 2017
2. ↑  Higgins, Peter & Cowling: Handbook of Australian, New Zealand & Antarctic Birds: Volume 7 Boatbill to Starlings, Part A: Boatbill to Larks. S. 504.
3. ↑  Higgins, Peter & Cowling: Handbook of Australian, New Zealand & Antarctic Birds: Volume 7 Boatbill to Starlings, Part A: Boatbill to Larks. S. 490.
4. 1 2 3 4  Higgins, Peter & Cowling: Handbook of Australian, New Zealand & Antarctic Birds: Volume 7 Boatbill to Starlings, Part A: Boatbill to Larks. S. 491.
5. ↑  Higgins, Peter & Cowling: Handbook of Australian, New Zealand & Antarctic Birds: Volume 7 Boatbill to Starlings, Part A: Boatbill to Larks. S. 512.
6. ↑  Higgins, Peter & Cowling: Handbook of Australian, New Zealand & Antarctic Birds: Volume 7 Boatbill to Starlings, Part A: Boatbill to Larks. S. 493.
7. 1 2  Higgins, Peter & Cowling: Handbook of Australian, New Zealand & Antarctic Birds: Volume 7 Boatbill to Starlings, Part A: Boatbill to Larks. S. 494.